# 塔蒂
塔蒂（Tati），是印度贾坎德邦Ranchi县的一个城镇。总人口10496（2001年）。

## 人口
该地2001年总人口10496人，其中男性5710人，女性4786人；0—6岁人口1523人，其中男828人，女695人；识字率71.57%，其中男性为79.74%，女性为61.83%。